# Schaltungs- und Systementwurf
Unter Schaltungs- und Systementwurf versteht man in der Schaltungstechnik die systematische Analyse der Gesamtschaltungsfunktion einer elektrischen Schaltung, einer Partitionierung der Gesamtschaltungsfunktion in einzelne Teilschaltungsfunktionen, der Realisierung der Teilschaltungsfunktionen durch elektronische Bauelemente, der Realisierung der Gesamtschaltungsfunktion und dem anschließenden Test der Gesamtschaltfunktion. Hierbei kann es sich bei der Schaltfunktion um eine rein digitale, eine rein analoge oder eine gemischt analog-digitale Schaltung handeln.

## Definition der Gesamtschaltungsfunktion
Durch den Auftraggeber wird die zu realisierende Schaltungsfunktion (meist) in Textform beschrieben. Diese Beschreibung muss so umfassend sein, dass der Schaltungsentwickler anhand der Beschreibung die komplette Schaltungsfunktion realisieren kann. Durch den Schaltungsentwickler und den Auftraggeber findet anschließend eine Abstimmung der Beschreibung und, soweit erforderlich, eine inhaltliche Ergänzung oder eine weitere Detaillierung der Beschreibung statt.
Die Definition muss umso präziser sein, je mehr Schaltungsentwickler an der Gesamtschaltung arbeiten. Beispielsweise können Elektroentwickler, Softwareentwickler, Mechanikentwickler, Leiterplattenentflechter und Testentwickler am Gesamtprojekt beteiligt sein.

## Systematische Designmethode
Beim anschließenden Schaltungs- und Systementwurf von Hardware-Logikschaltungen, Programmen und den Logikfunktionen von programmierbaren Bauelementen findet meist die Top-Down-Methode Anwendung.
Hierunter fällt beispielsweise die Entwicklung der Logikfunktion von Mikroprozessoren, von anwendungsspezifische integrierte Schaltungen (ASICs) und von Logikfunktionen mit diskreten Logikbauelementen. Weiterhin können auch programmierbare Logikbauelemente wie Field Programmable Gate Arrays (FPGAs) oder Programmable Logic Device (PLDs) in dieser Entwurfmethode entwickelt werden. 
Andere Designmethoden haben sich in der Praxis meist als wenig hilfreich erwiesen. Ebenso hat sich eine unstrukturierte Vorgehensweise meist als nicht zielführend herausgestellt.

## Eingangs- und Ausgangsverhalten der Gesamtschaltungsfunktion
Im nächsten Schritt wird das Eingangs- und Ausgangsverhalten der kompletten Schaltung spezifiziert. Hierzu werden alle Eingangssignale und die jeweiligen Pegeldefinitionen beschrieben. Bei rein digitalen Schaltungsteilen können dies beispielsweise Logikpegel von digitalen Logikbauelementen wie beispielsweise TTL-, CMOS- oder ECL-Logikpegel sein. Ebenfalls können dies Netzspannungen (beispielsweise Wechselspannungen mit einem Spannungspegel von 230 V) oder Gleichspannungen (beispielsweise 24 V) sein.

## Spezifikation der Teilschaltungsfunktionen
Anschließend wird die komplette Schaltungsfunktion in einzelne Teilschaltungsblöcke zerlegt. Hierunter fallen auch Schaltungsteilfunktion am Eingang und Ausgang der Gesamtschaltung zur Signalpegelanpassung und zur Spannungsversorgung der Gesamtschaltung. Diese Schaltungsteilfunktion können beispielsweise eine Anpassung der Logikpegel am Eingang und Ausgang der Gesamtschaltung mit der internen Logikfunktion (z. B. Logikbauelemente, Mikroprozessoren, …) herstellen. Die Verbindungssignale zwischen den einzelnen Teilschaltungsblöcken werden dann als interne Verbindungsleitungen spezifiziert.

## Realisierung der Teilschaltungsfunktionen
Erst wenn alle einzelnen Schaltungsteilfunktionen spezifiziert sind, wird mit der Realisierung der einzelnen Schaltfunktionen begonnen. Hierzu werden die erforderlichen elektronischen Bauelemente ausgewählt und zu Schaltungsfunktionen zusammengesetzt.
Hierunter können folgende Funktionen fallen:
- Entwicklung der Logikfunktion von programmierbaren Logikbauelementen (PLDs, FPGAs und ASICs)
- Programmierung von Mikroprozessoren, Mikrocontrollern oder digitalen Signalprozessoren
- Spannungsversorgung
- Analoge Schaltungsfunktionen
- Digitale Schaltungsfunktionen
- Eingangs- und Ausgangsschnittstellen
- Leiterplattenentflechtung
- Elektromechanische Schaltungselemente
- Mechanische Konstruktionselemente
- Entwärmung

Zu Testzwecken können diese Teilschaltungsfunktionen als Musterschaltung aufgebaut und getestet werden.

## Realisierung der Gesamtschaltungsfunktion
Aus den einzelnen Teilschaltungsfunktionen wird die Gesamtschaltung gebildet. Hierbei wird die komplette Schaltung als Muster- oder Vorserienschaltung vollständig aufgebaut. Die komplette Schaltungsfunktion wird auf einer Leiterplatte aufgebaut und in das Gehäuse eingebaut.

## Test der Gesamtschaltungsfunktion
Die komplette Schaltung wird nach der Realisierung auf korrekte Funktion getestet. Hierbei werden unter anderem alle Punkte der Schaltungsspezifikation des Auftraggebers getestet. Weiterhin werden bei den Tests die relevanten Schutz- und Sicherheitsfunktionen, die relevanten Normen und Vorschriften berücksichtigt.

## Freigabe der Gesamtschaltungsfunktion
Erst nach dem erfolgreichen Test der Gesamtschaltung wird diese freigegeben und dem Anwender übergeben.